# Brachycarenus
Brachycareneus – rodzaj pluskwiaka z podrzędu różnoskrzydłych i rodziny wysysowatych.

## Morfologia
Pluskwiaki te posiadają ciało ubarwione żółto i pokryte czarnymi plamkami. Ponadto na ciele występują liczne, drobne białe włoski. Głowę mają w obrysie trójkątną o masywnym pierwszym członie czułków. Półpokrywy mają słabo zesklerotyzowane o wyraźnym użyłkowaniu, a błonka wystaje nieco poza odwłok.

## Występowanie i gatunki
Jest to rodzaj holoarktyczny, grupujący zaledwie dwa gatunki:
- Brachycarenus languidus (Horváth, 1891) – gatunek występuje w krajach kaukaskich
- Brachycarenus tigrinus (Schilling, 1829) – gatunek europejski, występujący również w Polsce.